# Абдулла Бугра
Абдулла Бугра (уйг. ئابدۇللا بۇغرا, عبد الله بغرا) — уйгурский эмир Первой Восточно-Туркестанской республики.
Являлся младшим братом Мухаммада Амина Бугры и старшим братом эмира Нура Ахмада Джана Бугры. Он командовал уйгурскими и киргизскими силами во время битвы за Кашгар (1934) против китайской мусульманской 36-й дивизии (Национально-революционной армии). В то время китайские мусульмане были лояльны китайскому правительству, хотели подавить турецких мусульман-уйгуров и киргизов в отместку за резню в Кизиле.
Был убит в 1934 году в Яркенде китайскими мусульманскими войсками под командованием генерала Ма Чжанцана. Все бойцы включая его афганских телохранителей были убиты, его тело не было обнаружено.
Предполагается в разных источниках, что его голову отрезали и отправили в мечеть Ид Ках, где она была выставлена на всеобщее обозрение.

## Примечание
1. ↑  Andrew D. W. Forbes. Warlords and Muslims in Chinese Central Asia: a political history of republican Sinkiang, 1911-1949. — London New York Melbourne: Cambridge university press, 1986. — ISBN 978-0-521-25514-1.
2. ↑  Christian Tyler. Wild West China: the taming of Xinjiang. — New Brunswick, New Jersey : Rutgers University Press, 2004. — P. 116. — ISBN 0-8135-3533-6.
3. ↑  Andrew D. W. Forbes. Warlords and Muslims in Chinese Central Asia: a political history of Republican Sinkiang 1911-1949. — Cambridge, England : CUP Archive, 1986. — P. 123. — ISBN 0-521-25514-7.